# Comuna de Susz
Susz (polaco: Gmina Susz) é uma gminy (comuna) na Polónia, na voivodia de Vármia-Masúria e no condado de Iławski. A sede do condado é a cidade de Susz.
De acordo com os censos de 2004, a comuna tem 12 879 habitantes, com uma densidade 49,7 hab/km².

## Área
Estende-se por uma área de 258,95 km², incluindo:
- área agricola: 58%
- área florestal: 29%

## Demografia
Dados de 30 de Junho de 2004:
|                      | Total   | Total | Mulheres | Mulheres | Homens  | Homens |
| -------------------- | ------- | ----- | -------- | -------- | ------- | ------ |
|                      | pessoas | %     | pessoas  | %        | pessoas | %      |
| População            | 12 879  | 100   | 6432     | 49,9     | 6447    | 50,1   |
| Densidade (pop./km²) | 49,7    | 100   | 24,8     | 24,8     | 24,9    | 24,9   |

De acordo com dados de 2002, o rendimento médio per capita ascendia a 1314,24 zł.

## Subdivisões
- Adamowo, Babięty Wielkie, Bałoszyce, Bronowo, Brusiny, Chełmżyca, Czerwona Woda, Dąbrówka, Emilianowo, Falknowo, Grabowiec, Jakubowo Kisielickie, Januszewo, Jawty Małe, Jawty Wielkie, Kamieniec, Krzywiec, Michałowo, Nipkowie, Olbrachtowo, Olbrachtówko, Piotrkowo, Redaki, Różnowo, Rudniki, Ulnowo, Żakowice.

## Comunas vizinhas
- Iława, Kisielice, Prabuty, Stary Dzierzgoń, Zalewo